# Filhas do Vento
Filhas do Vento é um filme brasileiro de 2005, do gênero drama, dirigido por Joel Zito Araújo. Foi o primeiro longa-metragem de ficção do diretor, que anteriormente realizava documentários.
A produção do filme foi de Márcio Curi, a música de Marcus Viana, a direção de fotografia de Jacob Sarmento Solitrenick, a direção de arte de Andréa Velloso, e a ediçãode Isabela Monteiro de Castro. 

## Sinopse
É uma lírica história de redenção amorosa entre irmãs, mães e filhas, na pequena cidade de Lavras Novas, interior de Minas Gerais, onde os fantasmas da escravidão e do racismo acentuam os dramas de forma sutil e poderosa.

## Elenco
- Léa Garcia ...Maria da Ajuda "Ju" (velha)
- Ruth de Souza ...Maria Aparecida "Cida" (velha)
- Milton Gonçalves ...Zé das Bicicletas
- Taís Araújo ...Maria Aparecida "Cida" (jovem)
- Thalma de Freitas ...Maria da Ajuda "Ju" (jovem)
- Rocco Pitanga ...Marcos Evangelista de Souza
- Maria Ceiça ...Selma
- Zózimo Bulbul...Marcos Evangelista de Souza (velho)
- Danielle Ornelas... Dora dos Santos Moreira
- Jonas Bloch ...Cara Pálida
- Mônica Freitas
- Kadu Karneiro

## Recepção
Marcelo Hessel em sua crítica para o Omelete disse que a "maneira como [Taís] Araújo apresenta a transição das personagens jovens e idosas é revelador. (...) Mas o que impressiona mais, infelizmente, é o primarismo que consome boa parte do filme. Pode ser pragmatismo de documentarista, mas Araújo tem dificuldades em deixar seu elenco à vontade. Diálogos literais, presos à correção da língua escrita, demonstram medo de sair demais do roteiro, de improvisar."

## Principais prêmios e indicações
32º Festival de Gramado
- Recebeu os prêmios de melhor diretor; melhor ator (Milton Gonçalves); melhor atriz (Léa Garcia e Ruth de Souza); melhor atriz coadjuvante (Taís Araújo e Thalma de Freitas); melhor ator coadjuvante (Rocco Pitanga) e Prêmio da Crítica.

- Vencedor do 8ª Mostra de Cinema de Tiradentes, MG – 2005. - Melhor Filme pelo júri popular, por Filhas do Vento.
- Vencedor do Paratycine – 2º. Festival de Cinema de Paraty, RJ – 2005. - Melhor Roteiro, por Filhas do Vento.
- Vencedor do Festival de Cinema de Macapá, 2005. Melhor ator e melhor atriz, por Filhas do Vento.
- Filhas do Vento foi convidado Hors Concours para o Festival de Natal 2004; Festival de Curitiba, 2004 Festival de Campo Grande, 2005; Festival de Belém, 2004; MOPAAC, Salvador, BA, 2005; Mostra de Cinema Conquista. BA – 2006; Mostra de Cinema Negro de Cuiabá - 2006.
- Filhas do Vento foi selecionado para Premiére Mundial em Nova York, a convite do MoMA – Museu de Arte Moderna, junho de 2004. Seleção Oficial do Festival Internacional de Cinema do Rio de Janeiro (outubro/2004). Cape Town World Cinema Festival – nov/2004. 35TH International Film Festival of India – dez/2004. 3 Continents Human Rights Festival 2004- Bombaim/India. 7e Festival du Cinema Bresilien de Paris – 2005. 7e Festival Ecrans Noirs – Camarões. 2005. Brasilcine Gottemburg 2005. 13th New York African Diaspora Film Festival, 2005. Mostra Itinerante de Cinema Brasileiro 2005 (Argentina, Chile e México). Organizada pelo Ministério das Relações Exteriores. 2º. CINEPORT 2006 – Fest. Cinema Países Língua Portuguesa, Lagos – Portugal. 2006. HIFF – Hawai International Film Festival, 2005. The 2nd UK Brasilian Film Festival – Londres. Set/2006. Festival du film Brésilien – Bruxelas, Set/2006. Third Brazilian Film Festival – Nicosia, Chipre. Out/2006. Festival de Cinema Ibero-americano de Argel – Argélia. Nov/2006. Santa Barbara Film Festival, Feb. 3, 2006. 19º. Rencontres Cinemas d’Amerique Latine de Tolouse, mar2007. The Women of Color Arts & Film (WOCAF) Festival, Atlanta,GA. 2007. Johns Hopkins Film Festival 2007. Baltimore,EUA. Festival International du Film Panafricain, Cannes, abril 2008. Mostra “Cinema of Brazil: Afro-Brazilian Perspectives”. Org. Barbican Film & Embassy of Brazil in London. Out/2008. Brasilianisches Film Festival (CineBrasil) – Salzburg, Jena, Berlin, Hamburg, Lubeck, Wurzburg, Bern. Nov.2008.